# Eccellenza Apulia
La Eccellenza Apulia  (en italiano: Eccellenza Puglia) es una de las divisiones que conforman la Eccellenza, la quinta categoría de fútbol en Italia, en la cual participan los equipos de la región de Apulia.
Participan 18 equipos en donde el campeón logra el ascenso a la Serie D, el subcampeón juega un playoff de ascenso y los últimos tres descienden a la Promozione.

## Ediciones anteriores
- 1991–92: Noci
- 1992–93: Toma Maglie
- 1993–94: San Severo
- 1994–95: Massafra
- 1995–96: Martina
- 1996–97: Noicattaro
- 1997–98: Aradeo[n 1]
- 1998–99: Virtus Locorotondo
- 1999–00: Ostuni
- 2000–01: Grottaglie
- 2001–02: Fortis Trani
- 2002–03: Bitonto
- 2003–04: Gallipoli
- 2004–05: Monopoli
- 2005–06: Barletta
- 2006–07: Fasano
- 2007–08: Francavilla
- 2008–09: Casarano
- 2009–10: Nardò
- 2010–11: Martina
- 2011–12: Monopoli
- 2012–13: San Severo
- 2013–14: Gallipoli
- 2014–15: Virtus Francavilla
- 2015–16: Gravina
- 2016–17: Audace Cerignola
- 2017–18: Fasano
- 2018–19: Casarano
- 2019–20: Molfetta
- 2020-21: Virtus Matino
- 2021-22: Barletta
- 2022-23: Manfredonia